# توينك (مصطلح)

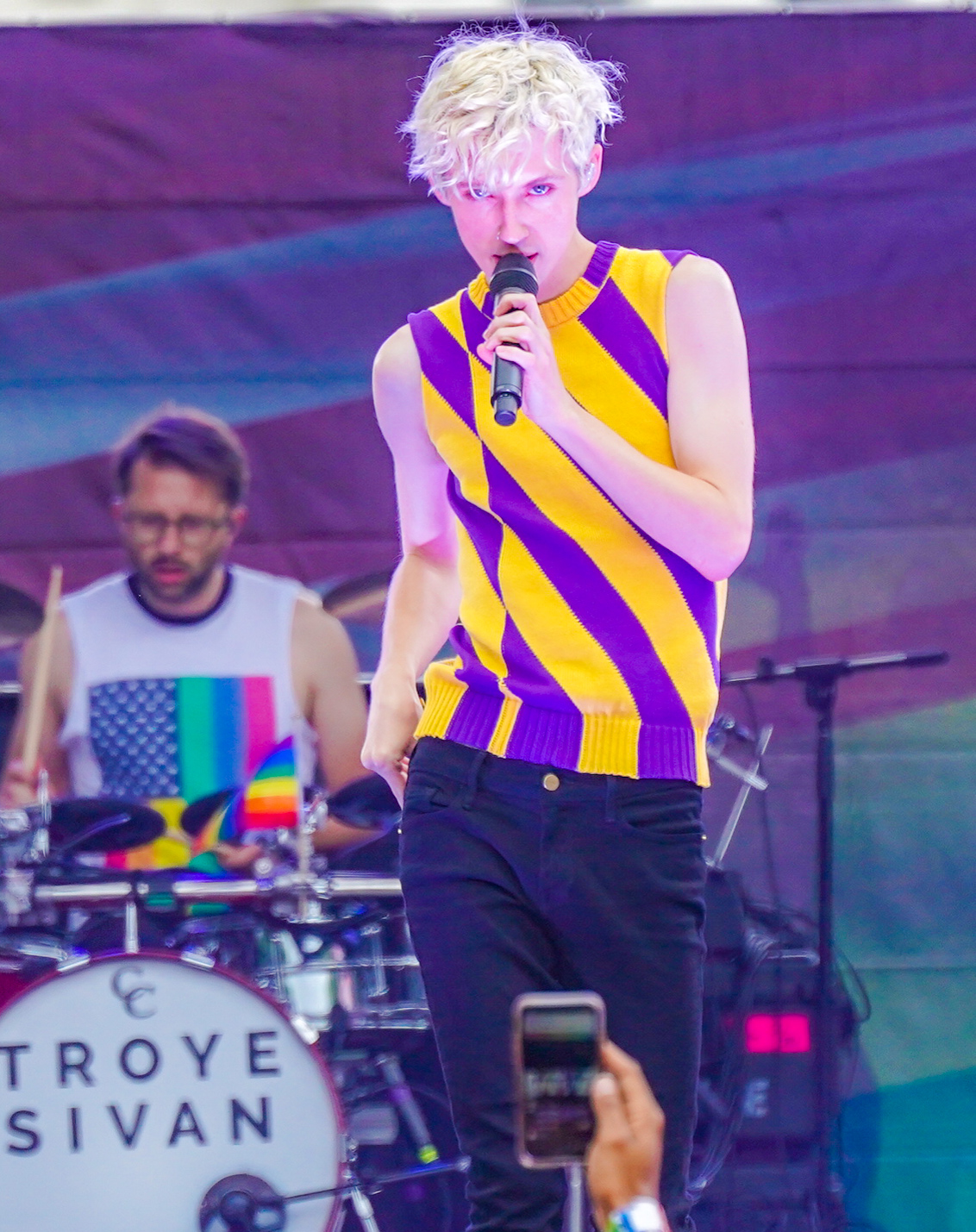
وُصف المغني وكاتب الأغاني الأسترالي تروي سيفان في وسائل الإعلام، ومن قبله شخصيًا، بأنه توينك.

توينك (بالإنجليزية: Twink) هو مصطلح عامي في ثقافة مجتمع الميم، يُستخدم لوصف شاب (غالبًا في أواخر سن المراهقة إلى أوائل العشرينات) يتميز بصفات تشمل بنية جسدية نحيلة إلى متوسطة، ومظهرًا شبابيًا، وكمية قليلة من شعر الجسد أو انعدامه بالكامل. يتراوح النطاق العمري للـ«توينك» عمومًا بين 18 و 25 عامًا. يُستخدم المصطلح كصفة محايدة لوصف فئة معينة، على غرار مصطلح الدب، ولكنه قد يُستخدم أحيانًا كصفة ازدرائية أيضًا.

## أصل الكلمة
أصل مصطلح "توينك" الدقيق هو موضع نقاش؛ يرجع البعض ظهوره الأول إلى عام 1963، وربما يكون مشتقًا من مصطلح عامي بريطاني أقدم في ثقافة المثليين وهو "twank"، الذي يعني: "فريسة عامل الجنس الذكر؛ رجل مستعد وراغب في أن يصبح 'شريكًا' لأي رجل مهيمن". تدعي قواميس أكسفورد أن أصول المصطلح تعود إلى السبعينيات.
هناك نظرية أخرى أكثر شيوعًا تربط المصطلح بكعكة الوجبات الخفيفة الأمريكية توينكي (Twinkie)، التي توصف بأنها "ذات قيمة غذائية قليلة، حلوة المذاق، ومحشوة بالكريمة". وقد استُخدم هذا التشبيه لوصف الشبان الذين ينطبق عليهم هذا النمط، حيث أن "الكريمة" (creme) هي كناية عن السائل المنوي.

### توونك
مصطلح "توونك" (بالإنجليزية: Twunk) هو لفظ منحوت من كلمتي "توينك" و"هنك" (hunk، وتعني رجل جذاب مفتول العضلات)، ويشير عادةً إلى شاب "توينك" يتمتع ببنية جسدية أكثر عضلية وقوة.

## الاستخدام والثقافة

### في الثقافة الشعبية
في كتاب "Never Enough" (2007) للمؤلف جو ماكجينيس، تم تعريف مصطلح "توينك" في سياق قضية محاكمة بأنه "مصطلح عامي في مجتمع المثليين يُستخدم للإشارة إلى رجل مثلي جذاب ذي مظهر صبياني يتراوح عمره بين 18 و 23 عامًا، نحيل البنية، قليل شعر الجسم أو عديمه، وغالبًا ما يكون أشقر".
بحلول عام 2013، كان المصطلح قد وصل إلى استخدام واسع في وسائل الإعلام، حيث أشير إليه في مسلسلات تلفزيونية مثل غيرلز ونهايات سعيدة. كما تم استخدامه لوصف مشاهير من الرجال المغايرين الذين يتمتعون بمظهر شبابي ونحيل، مثل تيموثي شالاماي وليوناردو دي كابريو في شبابه.

### في ثقافة المثليين الفرعية

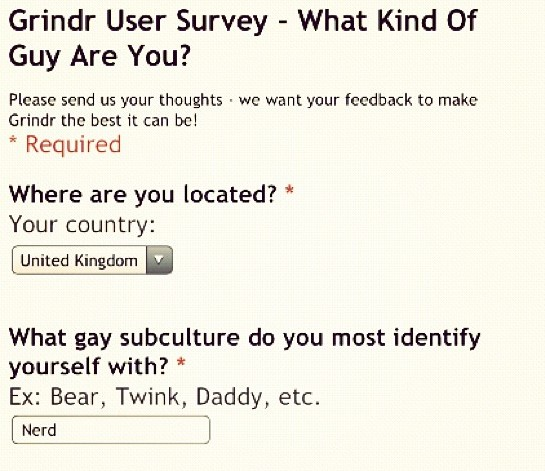
استبيان من تطبيق جريندر يسأل المستخدمين عن الثقافة الفرعية التي يعرفون أنفسهم بها، مستخدمًا "توينك" كمثال

يعمل المصطلح أيضًا على تحديد ثقافة فرعية داخل مجتمع المثليين، حيث قد يُعرّف الأفراد أنفسهم بهذا المصطلح. يعتمد هذا التعريف على سمات جسدية تتوافق مع معايير الجاذبية الجسدية السائدة في المجتمع بشكل عام وفي مجتمع المثليين بشكل خاص. يدرج تطبيق المواعدة للمثليين جريندر المصطلح كواحدة من "القبائل" (Tribes) التي يمكن للمستخدمين تعريف أنفسهم بها وتصفية بحثهم للعثور على نمطهم المفضل.

### في صناعة الإباحية
يُستخدم المصطلح بشكل شائع في صناعة الإباحية المثلية، وغالبًا ما يتم تعديله بصفات مختلفة (مثل femme twink أو muscle twink). في محتوى الأفلام الإباحية المثلية، يلعب الـ"توينك" عادةً دور الشخص الخاضع أو المتلقي في الفعل الجنسي.

## التحليل والنقد
وصفت الباحثة سوزان درايفر مصطلح "توينك" بأنه يعتمد على "صور نمطية قائمة على التمييز العمري والعنصري لرغبة الشباب والبيض". وبحسب درايفر، فإن المفهوم يؤسس لتقاطع بين العرق والعمر لخلق فئة ذات طابع جنسي مفرط، ترتبط غالبًا بالأفعال الجنسية وصناعة الإباحية.